# Horcajo Medianero
Horcajo Medianero település Spanyolországban, Salamanca tartományban. Horcajo Medianero Narrillos del Álamo, Armenteros, Galinduste, Anaya de Alba, Larrodrigo, Chagarcía Medianero, Martínez és Arevalillo községekkel határos. Lakosainak száma 205 fő (2024).

## Népesség
A település népessége az elmúlt években az alábbi módon változott:
| Lakosok száma | 351  | 340  | 305  | 280  | 250  | 224  | 217  | 225  | 223  | 205  |
|               | 2001 | 2004 | 2007 | 2009 | 2012 | 2014 | 2017 | 2019 | 2022 | 2024 |